# Женсыкбаев, Александр Алипканович
Александр Алипканович Женсыкбаев каз. Александр Әліпқанұлы Жеңсікбаев; 21.8.1947, Бургас, Болгария — 04.09.2009, Алматы, Казахстан) — советский и казахстанский учёный, доктор физико-математических наук (1981), профессор (1982), член-корреспондент Национальной академии наук РК (1995), академик АН Казахстана (2003). Лауреат премии Ленинского комсомола (1978).

## Биография
- В 1970 году окончил Днепропетровский государственный университет;
- В 1973 году окончил его аспирантуру;
- В 1973—1974 годах — ассистент;
- В 1974—1976 годах — старший преподаватель Казахского государственного университета;
- В 1976—1981 годах — доцент Казахского государственного университета;
- В 1979 году в Алма-Ате защитил докторскую диссертацию на тему «Экстремальные свойства моносплайнов и наилучшие квадратурные формулы» по специальности 01.01.01. — «Математический анализ»[1].
- 1981—1994 и 1997—1998 годах — заведующий кафедрой в КГУ;
- 1994—1997 г. — заместитель начальника Алматинского высшего технического училища Министерства внутренних дел Республики Казахстан;
- 1997—2000 г. — Председатель Высшей аттестационной комиссии Республики Казахстан[2][3].

## Произведения
- Моносплайны минимальной нормы и наилучшие квадратурные формулы, «Успехи математических наук», 1981, т. 36, № 4 (220);
- Сплайна-оптимальное восстановление операторов и аппроксимации, «Математический сборник», 1993, т. 184, № 12.